# ヒドロキシアシルグルタチオンヒドロラーゼ
ヒドロキシアシルグルタチオンヒドロラーゼ(Hydroxyacylglutathione hydrolase、EC 3.1.2.6)は、以下の化学反応を触媒する酵素である。
(R)-S-3-ラクトイルグルタチオン + 水{\displaystyle \rightleftharpoons }グルタチオン + 2-ヒドロキシカルボン酸
従って、基質は(R)-S-3-ラクトイルグルタチオンと水の2つ、生成物はグルタチオンと2-ヒドロキシカルボン酸の2つである。基質が一般的なメチルグリオキサールの場合、生成物はD-乳酸となる。
この酵素は加水分解酵素に分類され、特にチオエステル結合に作用する。グリオキサラーゼII(glyoxylase II)という名前で知られている。ピルビン酸の代謝に関与している。